# Sopotnica (Kačanik)
Pour les articles homonymes, voir Sopotnica.
Soponicë en albanais et Sopotnica en serbe latin (en serbe cyrillique : Сопотница) est une localité du Kosovo située dans la commune/municipalité de Kaçanik/Kačanik, district de Ferizaj/Uroševac (Kosovo) ou district de Kosovo (Serbie). Selon le recensement kosovar de 2011, elle compte 1 152 habitants, tous albanais.

## Démographie

### Évolution historique de la population dans la localité
| 1948 | 1953 | 1961 | 1971 | 1981 | 1991  | 2011  |
| ---- | ---- | ---- | ---- | ---- | ----- | ----- |
| 308  | 393  | 446  | 559  | 881  | 1 004 | 1 152 |

|  |